# Willamette Shore Trolley
A Willamette Shore Trolley nosztalgiavillamos az Oregon állambeli Portland és Lake Oswego között. A járat 1987-ben indult, majd 1988-ban egy helyi szervezetekből álló csoport megvásárolta a pályát azzal a szándékkal, hogy azon rendszeres vasúti közlekedés lehessen. Az 1990-től folyamatosan közlekedő vonalat először a Gales Creek Enterprises működtette, 1995-től, szerződésük lejártától pedig az Oregon Electric Railway Historical Society látja el a feladatot.

## Történet

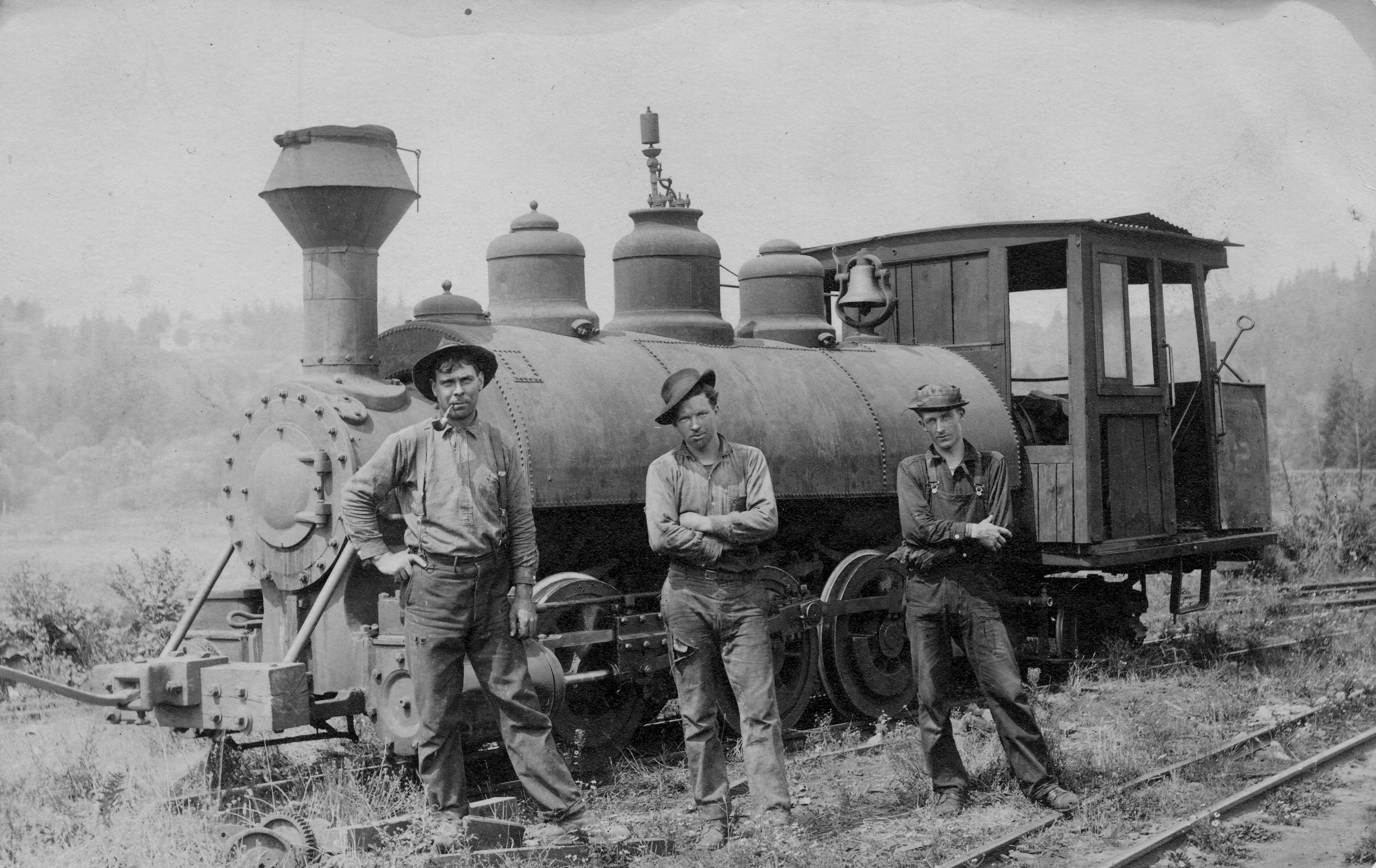
Keskeny nyomtávolságú gőzmozdony 1900 körül

A mai pályát a Portland and Willamette Valley Railway fektette le 1880 közepén; a vonalon 1887. július 4-én kezdték meg a személyszállítást, amelyhez gőzmozdonyokat használtak. A járat Oswego (a mai Lake Oswego) és Portland között közlekedett. A két város között ezenkívül csak kezdetleges utak és komp álltak rendelkezésre.
A pályát később a Southern Pacific Company vásárolta meg; ők 1914-ben a vonalat normál nyomtávolságúra szélesítették ki, és villamosították. Ennek következtében 1920-ban az utasok száma rekordot döntött: a Red Electric járat naponta 64-szer közlekedett a két település között. A vonal eredetileg a Vapiti-sziklát (a Vapiti-szikla-szigettől északra lévő képződmény) megkerülve, egy hosszú hídon futott; ezt 1921 decemberében alagút váltotta. A 426 méter hosszú műtárgy Riverwoodnál található. Habár 1929. október 5-én a személyszállítást felfüggesztették, tehervonatok egészen 1983-ig jártak.

### Próbajáratok

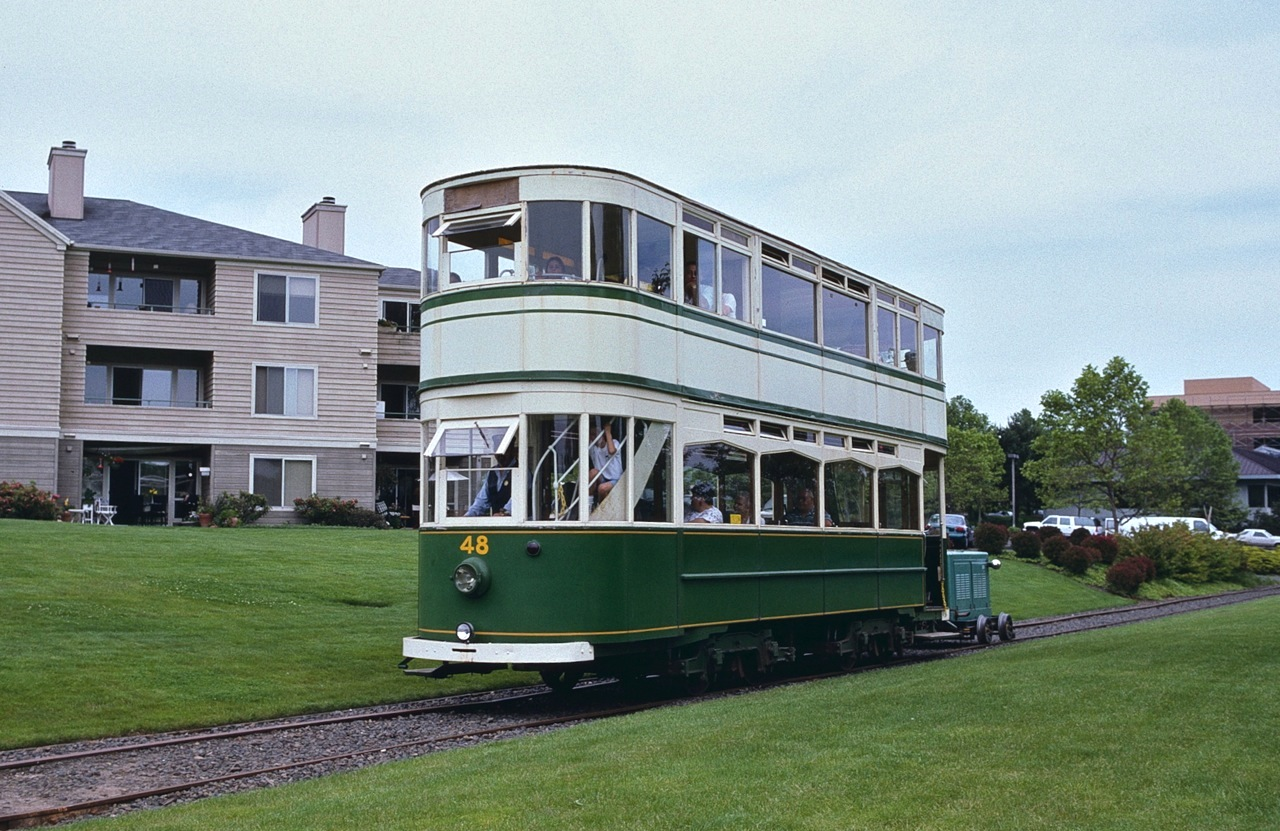
A 48-as blackpooli kocsi 1996-ban

1984 augusztusában a Southern Pacific Railroad megkapta az engedélyt a kereskedelmi szövetségtől (Interstate Commerce Commission), hogy felhagyjon a pálya karbantartásával. Ezt követően egy több, helyi szervezetből álló nonprofit vállalat meg kívánta szerezni a vasutat; ezek Multnomah és Clackamas megyék, Portland, Lake Oswego és az agglomeráció vezetése, illetve a TriMet. A szervezethez később csatlakozott az oregoni közlekedési hatóság (Oregon Department of Transportation) is. A vonalat Jefferson Street Branchnek nevezték, mivel régebben a Jefferson Street (Jefferson utca) megállóhelytől az utca mentén jutott Portland belvárosába.

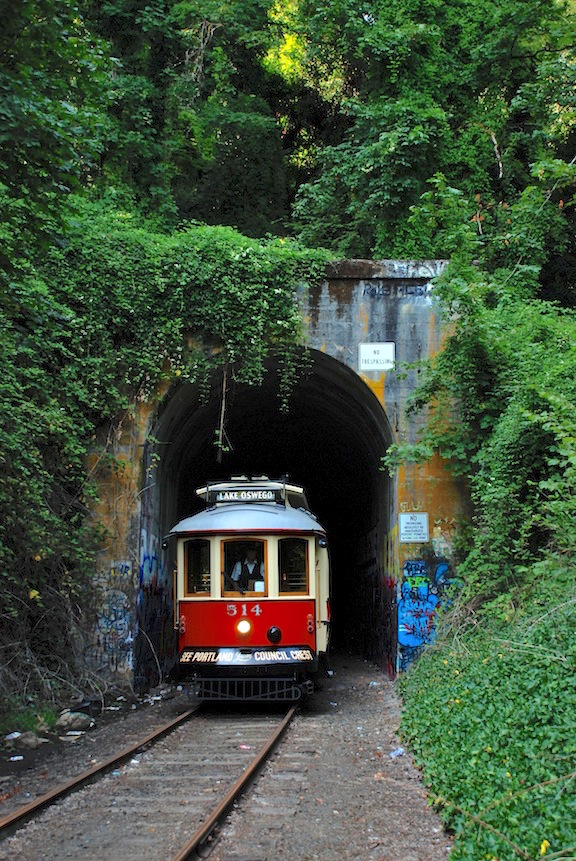
Az alagút

1987 januárjában Portland városa egy 9,9 kilométeres szakaszt lízingelt, egyben elővásárlási jogot is szerzett rá. Szeptember 12-én ideiglenes nosztalgiajáratot indítottak, amellyel a pálya megőrzésének fontosságára kívánták felhívni a figyelmet. A vonalon az Oregon Electric Railway Historical Society által üzemeltetett, az angliai Blackpool városából vásárolt duplafedelű villamosok közlekedtek. A Willamette Shore Railway az év végéig üzemelt hétvégéken és ünnepnapokon. Felsővezeték hiányában a járműveket dízel üzemű kocsik vontatták. A portlandi végállomáson a jegyvásárlást a Marquam híd viaduktjai alatt, a Moody sugárúthoz közel telepített konténerpénztárral oldották meg. A Lake Oswegó-i végállomás a belvárostól 800 méterre északra helyezkedett el.
A konzorcium 1988 októberében, 1,9 millió dollárért vásárolta meg a vonalat; az összeg fedezi a Lake Oswegóig tartó hosszabbítás költségeit is, amelyet a Southern Pacific Railroad épít. Az agglomerációs vezetés szerint ez egy lehetséges közlekedési folyosó lehet.

### Rendszeres üzem
A ma is üzemelő Willamette Shore Trolley 1990. július 6-án indult; a járatot az első öt évben Lake Oswego önkormányzatának megbízásából a Gales Creek Enterprises működtette. A szolgáltatás egy 1913-ban gyártott San Antonió-i kocsival indult el, amelyet továbbra is dízelkocsi vontatott.
1993-ban 800 méternyi vágányt fektettek le Lake Oswegó-ig, így az A sugárúttól délre, a belvároshoz közelebb került a déli végállomás. A jegyvásárlási pont átkerült egy a Southern Pacific Railroad által tulajdonolt épületbe, és innentől kezdve a menettérti járatok végállomása Lake Oswegóba került. 1994 végén a Gales Creek Enterprisesszal kötött szerződést nem újították meg.
1995-től újra az Oregon Electric Railway Historical Society lett az üzemeltető. 1995 augusztusától november 24-ig egy sydney-i nyitott oldalú kocsival üzemeltették a vonalat, később pedig megvásárolták az 1928-ban épült, 48-as pályaszámú blackpooli kocsit. 1996 decemberétől egy második jármű is forgalomba állt: a J. G. Brill Company által készített Master Unit, amely mindig is Portlandben közlekedett; beceneve „Broadway-kocsi”, amelyet az első üzemelő vonalról kapott.
1997 áprilisában a vonalat meghosszabbították északra, a RiverPlace negyedig, így végül 11 km hosszan lehet utazni. Charlie Hales tanácstag, később polgármester vélekedése szerint a bővítést a Metropolitan Area Expresshez is fel lehetne használni. Utóbbi South Waterfrontig való továbbvitele miatt a nosztalgiavillamost 2003 szeptemberében a Bancroft utcától délre fekvő pontig rövidítették. A duplafedelű villamost 2003 év végén kivonták a forgalomból, majd 2006 májusában az üzemeltető Brooksban található múzeumába, az Oregon Electric Railway Museumba vitték, így már csak egy jármű maradt üzemben.
A járat májustól októberig, illetve a karácsonyi időszakban üzemel. A legtöbb turistát a függetlenség napján, a folyópartról is látható, az Oaks Amusement Parkból fellőtt tűzijáték miatt, illetve december közepén, a karácsonyi hajóparádé idején vonzza.

### 2009-től napjainkig
A szolgáltatás felújítási munkálatok miatt 2009 nagyobb részében szünetelt, majd az adventi időszakban indult újra. A munkálatok a négy állványhidat érintették; a leghosszabb a 23 méteres magasságban elhelyezkedő, 209 méter hosszú Riverwood Trestle. A 2010-es szezon május 1-jén indult, de a vonal egyetlen járműve július 16-án lerobbant, így a nosztalgiajáratot korlátlan időre felfüggesztették; a közlekedés egészen 2012-ig szünetelt, mivel tartalékjármű nem állt rendelkezésre. 2012 júniusában a 813-as pályaszámú járművet a Salem közelében található múzeumba szállították át.
Mivel az üzemeltető szervezet 2013 nyarára fel kívánta éleszteni a déli szakaszt, az év elején lízingigényt jelentettek be. Októberben az indulást 2014 nyarára csúsztatták, majd augusztusban bejelentették, hogy 16-án várhatóan újjáéled a vonal. Az új jármű a J. G. Brill Company 1904-es Council Crest villamosának másolata, amelyet a Portland Vintage Trolley-n való használatra épített 1991-ben a Gomaco Trolley Company. Az 514-es kocsit 2013. március 26-án a TriMet nosztalgiaremízéből a Lake Oswegóhoz közeli Rose Quarter Transit Center garázsba szállították. Miután a portlandi nosztalgiajárat 2014 júliusában megszűnt, egy második járművet (az 513-as pályaszámút) is csatasorba kívántak állítani; ezt a kocsit szeptember 8-án Lake Oswegóba vitték felújításra.
A járat 2014. augusztus 16-án indult újra az 514-es pályaszámú járművel. A Sellwood híd újjáépítése miatt a vonal két évig, 2016 tavaszáig nem keresztezte Portlandet. Újraindításakor Lake Oswego és Riverwood között közlekedett, de 2015. augusztus 8-án a Sellwood hídtól délre fekvő Powers Marine Parkig hosszabbították, ezáltal a vonal hossza öt kilométerre nőtt.
A 2016-os év május 28-án, a 2017-es pedig május 27-én kezdődött; utóbbi dátumkor a járművek északi végállomása még mindig a parknál volt. A Bancroft utcai végállomásig való közlekedéshez az állami hatóság engedélye szükséges.

## Lehetséges fejlesztések
Javaslatként felmerült, hogy Johns Landing kerületen (Dél-Portland) át a járatot összekössék a Portland Streetcarral, így annak pályája egészen Lake Oswegó-ig tarthatna; ezt a tervezetet az agglomerációs vezetés, Lake Oswego, Portland és a TriMet is támogatta. 2009 tavaszán hatástanulmányt rendeltek, amely azt vizsgálta, hogy villamos, expresszbusz, vagy bus rapid transit létesítése lenne-e optimálisabb. Az agglomeráció a BRT létesítését nem preferálta, mivel a 43-as út túl szűk a bővítéshez, a jelenlegi pályából egy sáv elvétele pedig túl nagy torlódásokkal járna. A tervezést a várható magas költségek miatt, valamint a lakosság elutasítása miatt 2012 elején felfüggesztették.

## Fordítás
- Ez a szócikk részben vagy egészben  a   Willamette Shore Trolley című angol Wikipédia-szócikk ezen változatának fordításán alapul.  Az eredeti cikk szerkesztőit annak laptörténete sorolja fel. Ez a jelzés csupán a megfogalmazás eredetét és a szerzői jogokat jelzi, nem szolgál a cikkben szereplő információk forrásmegjelöléseként.